# 龙华中路站
龙华中路站位于上海徐汇区斜土路街道龙华路东安路，为上海轨道交通7号线与上海轨道交通12号线的地下车站，分别于2009年12月5日和2015年12月19日启用。本站启用前曾称为浦江南浦站，但在启用前决定改为船厂路站，2012年6月6日传出消息经市地名办批准船厂路站改名为龙华中路站，当前运行的7号线于2012年12月正式改名。

## 車站结构
7号线车站为地下岛式站台，南侧设有两条存车线。12号线车站为地下侧式站台，在上下行正线之间设置了一条存车线。在12号线往七莘路方向的站台中部，有直接到达7号线站台的换乘扶梯。
| 地面层   | 出入口             | 1-2、5-11出入口                  |                    |                    |
| 地下一层 | 7、12号线站厅      | 票务服务、自动售票机、人工服务台 |                    |                    |
| 地下二层 | 12号线站厅         | 票务服务、自动售票机、人工服务台 |                    |                    |
|          |                    | █ 7号线 往美兰湖（东安路）       |                    |                    |
|          | 岛式站台，左侧开门 |                                  |                    |                    |
|          |                    | █ 7号线 往花木路（后滩）         |                    |                    |
| 地下三层 | 侧式站台，右侧开门 | 侧式站台，右侧开门               | 侧式站台，右侧开门 | 侧式站台，右侧开门 |
|          |                    | █ 12号线 往七莘路（龙华）        |                    |                    |
|          |                    | █ 12号线 存车线                  |                    |                    |
|          |                    | █ 12号线 往金海路（大木桥路）    |                    |                    |
|          | 侧式站台，右侧开门 |                                  |                    |                    |

## 车站出口
龙华中路站共有9个出入口，其中8、9号口建成后未启用，此外7号线站厅南侧和5号口设有通往绿地缤纷城的连通道，11号口在12号线开通前称作14号口。各出入口如下所示：
| 出口编号             | 建议前往目的地             | 照片 |
| -------------------- | -------------------------- | ---- |
| 1 · 出口             | 东安路，龙华中路           |      |
| 2 · 出口             | 龙华中路                   |      |
| 5 · 出口             | 东安路，瑞平路             |      |
| 6 · 出口             | 东安路，龙华中路           |      |
| 7 · 出口             | 东安路，龙华中路           |      |
| · （暂未开通）       | 龙华中路                   |      |
| · （暂未开通）       | 龙华路，凯滨路，龙华中路   |      |
| 10 · 出口            | 东安路，龙华中路           |      |
| 11 · 出口 · （设有） | 东安路，龙华路，中山南二路 |      |
| 图例： 设有          |                            |      |

## 公交换乘
41、41（区间）、49、50、104、144、301、734、933、938、隧道八线、大桥六线、大桥六线（区间）、万周专线

## 圖片
- 12号线站厅
- 12号线站台大字壁

## 周边
- 上海绿地中心
- 绿地缤纷城
- 龙华中路公交枢纽站
- 卜蜂莲花（船厂路店）
- 东安新村（一村、二村）
- 东安公园
- 上海市滨江滑板公园